# Самойлово (озеро)
Самойлово — озеро в Камышловском районе Свердловской области, Россия.

## Географическое положение
Озеро Самойлово расположено в муниципальном образовании «Камышловский район» Свердловской области на границе с Курганской областью, в 9 километрах к юго-западу от села Гарашкинское, в северной части расположено Пышминское болото. Озеро площадью 0,45 км² с уровнем воды 154,9 метра. Берега местами заболочены.

## Описание
Озеро не имеет поверхностного стока. В окрестностях озера расположены леса.